# Scelio alfierii
Scelio alfierii är en stekelart som beskrevs av Hermann Priesner 1951. Scelio alfierii ingår i släktet Scelio och familjen Scelionidae. Inga underarter finns listade i Catalogue of Life.